# Andrewsianthus sundaicus
Andrewsianthus sundaicus là một loài rêu trong họ Lophoziaceae. Loài này được R.M.Schust. mô tả khoa học đầu tiên năm 1969.